# Йосиф Дзьоковський
Йосиф Дзьоковський гербу Труби (прізвище також Дяковський, хресне ім'я Іван, пол. Józef Jan Dziokowski (Diakowski); 24 червня 1738, Львів — 10 листопада 1794, Жовква) — український церковний діяч, ієромонах-василіянин, педагог, архимандрит Жовківського монастиря у 1784—1794 роках.

## Життєпис
Народився 24 червня 1738 року у Львові в сім'ї войського овруцького і дідича маєтку Голобутів Андрія Дзьоковського і його дружини Євдокії. Походив із вихрещеної єврейської шляхти. Закінчив студії риторики у Львівській колегії єзуїтів. 21 жовтня 1755 року був облечений у василіянський габіт, а через рік у 1756 році склав вічні обіти. Філософію вивчав у Луцькому монастирі (1757–1758), а богослов'я в Грецькій колегії святого Атанасія в Римі (1759–1761), де 2 травня 1761 року отримав священничі свячення із рук італо-албанського архієпископа-василіянина Джузеппе Шіро (Joseph Schirò). Того ж року повернувся до провінції і став спочатку коррепетитором, а згодом професором філософії в Лаврівському монастирі (1761–1764). Потім був настоятелем у Кам'янці-Подільському і Замості (7 червня 1771 — 19 травня 1772), два роки був ректором у Любарі.
11 травня 1772 року отримав номінацію на архимандрита-коад'ютора (помічника з правом наступництва) жовківського архимандрита Йосафата Висоцького і 31 жовтня 1773 року був посвячений у Володимирській катедрі митрополитом Филипом Володковичем. Як коад'ютор мешкав у василіянському монастирі в селі Бесіди, а коли архимандрит Йосафат Висоцький переїхав із Жовкви до Добромильського монастиря, Дзьоковський замешкав у Жовківському монастирі й як заступник керував архимандрією. Після смерті архимандрита Висоцького (†1784) Йосиф Дзьоковський став самостіййним архимандритом. У 1779 році старався про єпископську гідність на вакантну львівську катедру. Записав на жовківську архимандрію 10 тис. польських злотих і власним коштом вибудував архимандричу резиденцію при жовківському монастирі. За урядування Дзьоковського, незважаючи на багаторічні процеси (1774–1783), змушені були жовківські василіяни 28 червня 1783 року повернути молдаванам мощі святого Івана Сучавського, що були подаровані у 1691 році королем Яном III Собеським. Натомість, завдяки старанням Дзьоковського у 1784 році василіяни отримали від цісаря Йосифа II мощі святого мученика Партенія. Від 1787 року Дзьоковський хворів, однак у тому часі успішно боронився перед намірами австрійського уряду закрити жовківську архимандрію, переселити монахів до Крехівського монастиря і скасувати жовківський монастир.
Помер 10 листопада 1794 року в Жовкві.